# کاپیتالیسم: یک داستان عاشقانه
کاپیتالیسم: یک داستان عاشقانه (به انگلیسی: Capitalism: A Love Story) نام یک فیلم مستند به کارگردانی مایکل مور محصول سال ۲۰۰۹ آمریکاست.
کاپیتالیسم یک داستان عاشقانه جریانات بانکی و سرمایه داری آمریکا را به شدت به چالش میکشد و از آن انتقاد می‌کند و در نهایت کاپیتالیسم را همچون شیطانی که که هیچگاه به دام نمی‌افتد تشبیه می‌کند.
خود مور دربارهٔ کاپیتالیسم می گوید:
: اساساً ما قانونی داریم که قماربازی و شرط‌بندی را غیر قانونی می‌داند. اما به وال استریت اجازه می‌دهیم همین کار را انجام بدهد و با پول مردم بازی کند. بازار پولی و مالی چیزی فراتر از مقررات نیاز دارد و باید ساختار آن کاملاً تغییر کند.
دمکراسی ورزشی نیست که فقط تماشاگر داشته باشد، بلکه همه باید در آن مشارکت کنند. اگر ما در آن مشارکت نکنیم، دیگر دمکراسی نیست. بنابراین سقوط یا صعود باراک اوباما رئیس جمهوری آمریکا نه بر اساس عملکرد او، بلکه بر اساس میزان حمایت ما از او رقم می‌خورد.

مایکل مور بعد از اکران فیلم گفت که این فیلم می‌تواند پایان کار او در سینما باشد.او فکر می‌کند که این فیلم می‌تواند تهیه کنندگان، شرکت‌ها ی فیلمسازی و حامیان فیلم‌های او را آزرده کند. و در آخر اضافه می‌کند:
دیگر دلیلی ندارد این شرکت‌ها پول خود را صرف تولید فیلم‌های من بکنند؛ آن هم فیلم‌های کسی که در مقابل تمام باورهای آنها ایستاده است.

## جوایز
مستند مایکل مور اولین بار در تاریخ ۲۳ سپتامبر ۲۰۰۹ در جشنواره فیلم ونیز اکران شد و در کل ۳ جایزه نامزد بود که ۲ تایش را برد. (سپس در ۲ اکتبر ۲۰۰۹ همزمان با فیلم یک مرد جدی اکران شد.)
جوایز از این قرار هستند:
| جشنواره فیلم ونیز ۲۰۰۹ | جایزه شیر کوچک       | مایکل مور | برنده |
| جشنواره فیلم ونیز ۲۰۰۹ | جایزه افتتاح جشنواره |           | برنده |
| جشنواره فیلم ونیز ۲۰۰۹ | شیر طلایی            | مایکل مور | نامزد |